# Tatsuo Hori
Tatsuo Hori (堀 辰雄 Hori Tatsuo?,  Tokio, Japón, 28 de diciembre de 1904 - Karuizawa, Prefectura de Nagano, Japón, 28 de mayo de 1953) fue un poeta y escritor japonés, activo durante la era Shōwa. 

## Biografía

### Primeros años y carrera

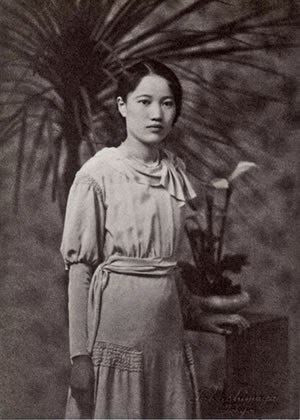
Ayako Yano.

Hori nació el 28 de diciembre de 1904 en la ciudad de Tokio, Japón. Estudió y se graduó de la Universidad de Tokio. Mientras todavía era un estudiante, contribuyó con traducciones de poetas franceses modernos a una revista literaria llamada Roba, que fue patrocinada por el poeta Saisei Murō. Hori se consideraba a sí mismo como seguidor de Ryūnosuke Akutagawa, pero sus primeras obras muestran atracción por el movimiento literario proletario, de acuerdo con lo dicho por sus amigos Tatsuo Nagai y Hideo Kobayashi. Sus obras posteriores reflejan una inclinación hacia el modernismo.
Hori escribió una serie de novelas y poemas que se desarrollan en lugares atmosféricos, tal como un sanatorio de montaña en la prefectura de Nagano, y se caracterizan por tocar el tema melancólico de la muerte, un hecho que refleja su propia batalla contra la tuberculosis. Kaze Tachinu, novela escrita entre 1936 y 1937, se basa en la historia real de la prometida de Hori, Ayako Yano, quien también murió de tuberculosis pulmonar. La novela fue adaptada a una película animada por Studio Ghibli en 2013, Kaze Tachinu. En la película, el personaje femenino no se llama Ayako, sino Naoko, que es el título de otra novela de Hori.
El estilo de escritura de Hori fue elogiado por Yasunari Kawabata. Hori también escribió Yamatoji, una pequeña colección de ensayos poéticos sobre Nara y sus sitios históricos. A esto le seguiría Adashino, un romance trágico ambientado en el período Nara. Sus hermosas descripciones de Nara y el mundo de la antigua capital han sido popularizadas por las autoridades turísticas de esa ciudad. En la ciudad de Karuizawa, prefectura de Nagano, donde Hori permaneció durante su enfermedad y posteriormente murió, se estableció el Hori Tatsuo Memorial Museum en su honor. Su tumba se encuentra en Tama Reien, un cementerio en las afueras de Tokio.

## Obras

### Principales
- Sei Kazoku (聖家族, 1932)
- Utsukushii Mura (美しい村, 1933)
- Kaze Tachinu (風立ちぬ, 1936–37)
- Kagerou no Nikki (かげろふの日記, 1937)
- Naoko (菜穂子, 1941)
- Arano (曠野, 1941)
- Younen Jidai (幼年時代, 1942)